# Diritto di seguito
Il Diritto di seguito nel diritto italiano è il diritto spettante all'autore di opere artistiche e manoscritti, nonché ai loro eredi, fino al settantesimo anno successivo alla morte dell'ideatore, di riscuotere una percentuale sul prezzo di ogni vendita consecutiva alla prima.
Attraverso l'emanazione del decreto legislativo n.118 del 13/2/2006 , il Governo italiano è stato incaricato di dare attuazione alla direttiva 2001/84/CE, relativa al diritto dell'autore di un'opera d'arte sulle successive vendite dell'originale.
In occasione di transazioni di opere d'arte o di manoscritti nelle quali intervenga un professionista del mercato dell'arte in qualità di venditore, acquirente o intermediario, la presentazione della dichiarazione di cessione ed il compenso per tutte le vendite successive alla prima, sono interamente a carico del venditore. In particolare, sono soggette a tale diritto, le transazioni di case d'asta, gallerie o mercanti d'arte, ad eccezione delle compravendite tra privati.
L'ente incaricato di riscuotere il diritto di seguito per conto di tutti gli artisti è la SIAE, che attualmente disciplina i diritti delle società di autori affiliate, nelle quali lo stesso diritto di seguito è già in vigore.
La SIAE offre la possibilità di usufruire del servizio online; compilando e sottoscrivendo una copia dell'accordo, previa approvazione del rappresentante legale, gli interessati possono inviare la documentazione tramite raccomandata con avviso di ricevimento, che verrà sottoposta a verifiche e controlli identificativi prima del rilascio dell'autorizzazione necessaria all'accesso dello stesso servizio online.
Il Diritto di seguito quindi, viene applicato alle opere d'arte figurative, che, a differenza di quelle musicali o letterarie, non possono essere utilizzate e sfruttate successivamente, e quindi considerate opere che “esauriscano” tramite la vendita dell'unico esemplare che le incorpora. L'artista quindi, venduto il pezzo originale, non potrà più sfruttare economicamente la sua opera. Ecco allora l'introduzione di tale diritto, che dà la possibilità all'artista di “seguire” le vendite del proprio lavoro e percepirne una parte del prezzo.
All'autore può spettare una percentuale fissa del prezzo, indipendentemente dall'aumento di valore dell'opera rispetto alla vendita precedente, o solo nel caso in cui vi sia un plusvalore. L'attuale Legge sul Diritto d'autore ha scelto la seconda opzione, facendo sì che il diritto di seguito non sia quasi mai stato applicato. La Direttiva sembrerebbe optare per un sistema a remunerazione fissa, e verrà applicata in Italia tramite una legge che apporterà delle modifiche alla Legge sul Diritto d'autore.
Dal 10 gennaio 2006, dunque, gli acquirenti di un'opera d'arte hanno dovuto pagare agli artisti (che riscuoteranno tramite la SIAE) il diritto di seguito nelle percentuali fissate dalla Direttiva.
Il diritto di seguito si applicherà solo nel caso di vendite pubbliche e non per quelle private, pertanto gli operatori del mercato chiedono che, con l'introduzione del diritto di seguito, si ponga mano ad una sostanziale riforma delle aliquote IVA sui beni d'arte.

## Autori e opere soggetti al diritto di seguito
Sono soggetti al diritto di seguito sia gli originali delle opere delle arti figurative che le copie prodotte in numero limitato dall'autore stesso o sotto la sua autorità, purché numerate, firmate o debitamente autorizzate dall'autore.
Il diritto non si applica quando il venditore (professionista) abbia acquistato l'opera direttamente dall'autore nei tre anni precedenti la vendita e il prezzo di quest'ultima non superi 10000 €.  La vendita si presume effettuata oltre i tre anni dall'acquisto, salvo prova contraria fornita dal venditore.
Beneficiano del diritto di seguito gli autori italiani e della Comunità Europea e loro eredi. In mancanza di successione entro il sesto grado i compensi sono devoluti all'ENAP. Agli autori extracomunitari il compenso viene riconosciuto a condizione di reciprocità. Si prescinde dalla reciprocità per gli autori stranieri abitualmente residenti in Italia.
Al momento la SIAE non dispone di un documento ufficiale con l'indicazione dei paesi esteri nei quali è operativo il diritto di seguito- Si può però fare riferimento all'elenco elaborato dalla Società autori francese ADAGP, consorella della SIAE.

## Compenso
La percentuale che spetta all'autore è calcolata in base al prezzo di vendita dell'opera (al netto dell'imposta) ed è determinata così :
- 4% per la parte del prezzo di vendita fino a 50000,00 €; (*)
- 3% per la parte del prezzo di vendita compresa tra 50000,01 € e 200000,00 €;
- 1% per la parte del prezzo di vendita compresa tra 200000,01 € e 350000,00 €;
- 0,5% per la parte del prezzo di vendita compresa tra 350000 €,01e 500000,00 €;
- 0,25% per la parte del prezzo di vendita superiore a 500000,00 €.

L'importo totale del compenso non può essere comunque superiore a 12500,00 €.